# إدوارد هنري كلارك
إدوارد هنري كلارك (بالإنجليزية: Edward Henry Clark)‏ هو سياسي نيوزلندي، ولد في 1870، وتوفي في 24 يونيو 1932. انتخب عضو مجلس النواب النيوزيلندي.